# 둥강진

둥강진의 위치

둥강진(한국어: 동항진, 중국어: 東港鎮, 병음: Dōnggǎng Zhèn)은 중화민국 핑둥현의 진이다. 넓이는 29.4635km2이고, 인구는 2015년 8월 기준으로 48,079명이다.

## 지리
둥강진은 핑둥현 서부 연안에 위치하고 있어, 북쪽은 신위안향, 칸딩향과 동쪽은 난저우향과 남쪽은 린볜향과 각각 접하고, 서남쪽은 대만 해협에 접하며, 류추향을 바라본다. 핑둥 평원 남단에 위치하고, 둥강시(東港渓)는 둥강 진과 신위안 향의 경계를 이루고 있다. 지세는 평탄하고 연안 지대이기 때문에 농업과 어업이 산업의 중심이다. 그러나 저지가 펼쳐져 배수가 곤란하고, 홍수나 조수 피해를 자주 받고 있다.

## 역사
둥강진은 동항계의 가공에 위치하고, 청대에는 항구가 구축되어 대만의 3대 양항의 하나로서 크게 번창하였다. 동항의 지명의 유래에는 2가지 설이 있는데, 하나는 서항(현재의 가오슝시 치진구), 중항(현재의 가오슝현 린위안구)와의 관계에서 상대적으로 이름 붙여졌다는 것이고, 다른 설로는 고병계의 동쪽에 위치한 것에서 동항으로 불리게 되었다는 것이다. 1920년의 타이완 지방제 개편 때, 이곳에 도코가(東港街)가 설치되어 다카오주 도코군의 관할이 되었다. 전후에는 가오슝 현 둥강 진이 되었지만, 1950년에 핑둥 현에 귀속되어 현재에 이르고 있다.

## 교통
- 타이완 철로관리국 핑둥 선
- 국도 3호선